# Бен Годжес
Фре́дерік Бе́нджамін «Бен» Го́джес III (нар. 16 квітня 1958) — американський військовий, офіцер армії США у відставці, який обіймав посаду командувача армії США в Європі. Нині очолює Кафедру стратегічних досліджень Першинґа в Центрі аналізу європейської політики.

## Біографія

### Ранні роки
Ходжес народився 16 квітня 1958 року в Джексонвіллі, штат Флорида, в сім'ї ветерана армії та агента зі страхування життя Фредеріка Бенджаміна Ходжеса молодшого та Нелл Девіс Ходжес . У 1976 році він закінчив середню школу Джеймса А. Шенкса в Квінсі, штат Флорида. Ходжес вступив до Військової академії Сполучених Штатів, яку закінчив на початку травня 1980 року з комісією в піхоті.

### Кар'єра
Закінчив Військову академію США. У 1980 році став офіцером піхоти, працюючи командиром взводу й офіцером роти в 2-й бронетанковій дивізії в Німеччині. Після закінчення курсу піхотних офіцерів у 1984 році він служив у 101-й повітряно-десантній дивізії. У березні 1989 року став інструктором у піхотній школі армії США. Навчався в командно-штабному коледжі й закінчив Школу передових військових досліджень у 1993 році, ставши G-3 (начальником планування) 2-ї піхотної дивізії в Південній Кореї.
Служив офіцером батальйону в 101-му повітрянодесантному підрозділі, перш ніж стати ад'ютантом Верховного головнокомандувача Об'єднаних сил НАТО в Європі в серпні 1995 року. У 1997 році став командиром батальйону 101-ї бригади ПДВ. У період з 1999 по 2000 роки він був офіцером зв'язку Конгресу в Офісі глави відділу зв'язків із законодавством. Після закінчення Національного військового коледжу у 2001 році Годжес служив в Об'єднаному навчальному центрі готовності у Форт-Полку. Прийнявши командування 1-ю бригадою 101-ї повітрянодесантної бригади у 2002 році, Годжес очолив бригаду в операції «Свобода Іраку».
Бен Годжес уважно стежив за ситуацією щодо військової допомоги Україні з боку США та неодноразово коментував цю ситуацію українській пресі, висловлював експертні думки щодо окупації Криму Росією, попереджав про наближення російського вторгнення.

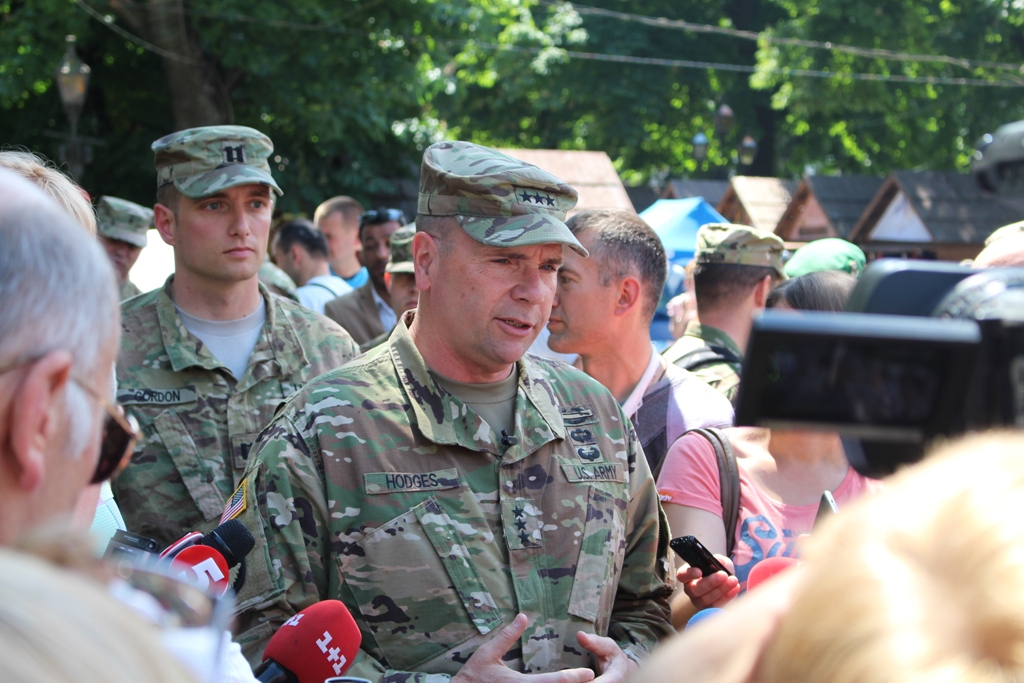
28 травня 2013, командувач Сухопутних військ ЗС США в Європі генерал-лейтенант Фредерік Бен Ходжес та представники об’єднаної багатонаціональної тренувальної групи «Україна» взяли участь у заходах, що відбуваються в рамках Днів Америки у Львові.

Автор коментарів на тему російського вторгнення в Україну 2022 року.